# Gustav Roller
Gustav Roller (* 19. Februar 1895 in Pforzheim; † 20. Oktober 1959) war ein deutscher Fußballspieler.

## Karriere

### Vereine
Roller, in seiner Heimatstadt als „Roller-Stäfle“ bekannt, begann 1906 bei Herta Pforzheim mit dem Fußballspielen und wechselte 1915, dem Jugendalter entwachsen, zum VfR Pforzheim, für den er von 1916 bis 1919 im Südkreis im Süddeutschen Fußball-Verband, danach bis 1920 in der Kreisliga Baden spielte. Danach war er bis 1933 für den Stadtrivalen 1. FC Pforzheim, seinerzeit einer der stärksten süddeutschen Vereine, aktiv. Am Ende seiner Premierensaison gewann er die Kreismeisterschaft Südwest und nahm erstmals an der Endrunde um die süddeutsche Meisterschaft teil; so auch 1922/23. Am Saisonende 1925/26 musste er mit seiner Mannschaft als Tabellenvorletzter in die Relegationsrunde, in der der Klassenverbleib nicht gehalten werden konnte. Nach dreijähriger Abwesenheit kehrte er mit der Mannschaft zur Saison 1929/30 wieder in die Bezirksliga Württemberg/Baden, Gruppe Württemberg zurück.

### Nationalmannschaft
Roller bestritt sein einziges Länderspiel für die A-Nationalmannschaft am 21. September 1924 in Budapest bei der 1:4-Niederlage gegen die Nationalmannschaft Ungarns. In diesem Ländervergleich spielte seine Mannschaft ab der 35. Minute nur noch zu zehnt; trotz dieser Niederlage wurde er als „Turm in der Schlacht“ bezeichnet. Zwei weitere Male gehörte er als Ersatzmann zum DFB-Aufgebot.

## Erfolge
- Württembergischer Meister 1932
- Badischer Meister 1923,
- Kreismeister Südwest 1921

## Sonstiges
- Im Dezember 1922, gastierte Roller mit dem 1. FC Pforzheim in Barcelona (gegen den FC Europa) und Madrid (gegen Real und Atletico).
- 1926 musste er nach einem Fußbruch bei einem Spiel im Pforzheimer Stadtteil Dillweißenstein seine Laufbahn beenden.
- Er gehörte seinem Verein weiterhin als Funktionär an und lange Jahre als Platzwart im Stadion Brötzinger Tal.